# رواندا
رواندا (‎i‎/ruˈɑːndə, -ˈæn-/‎; رواندایی: u Rwanda آی‌پی‌ای: [u. ɾɡwa:.nda]) که رسماً جمهوری رواندا نام دارد، یک کشور محصور در خشکی در دره کافتی بزرگ آفریقا در مرکز آفریقا است. این کشور اندکی پایین‌تر از استوا قرار دارد و با اوگاندا، تانزانیا، بوروندی، و جمهوری دموکراتیک کنگو مرز مشترک دارد.
رواندا با مساحت ۲۶٬۳۸۸ کیلومتر مربع صدوچهل هشتمین کشور پهناور جهان و با جمعیت بیش از ۱۲٬۹۵۲٬۲۱۸ نفر هفتادوششمین کشور پرجمعیت جهان است.
رواندا کشوری مستقل با نظام جمهوری و حقوق سنتی مدنی است. پایتخت آن کیگالی است. زبان رسمی رواندا انگلیسی و واحد پول آن فرانک رواندا است. رواندا کشوری است سرسبز و با آب و هوای استوایی در منطقه دریاچه‌های بزرگ آفریقا است. خاطره قتل‌عام توتسی‌ها در آن در سال ۱۹۹۴ هنوز در اذهان باقی‌مانده است. به دنبال قتل‌عام سال ۱۹۹۴ دادگاهی بنام دادگاه بین‌المللی کیفری برای رواندا تشکیل شد.

## تاریخ
حدود ۷۰۰ سال قبل قومی از نژاد حامی (کوشی) از سوی منطقه اتیوپی و سومالی به سوی جنوب سودان کوچ کرده و در نهایت در منطقه فعلی رواندا و بوروندی و بخشی از اوگاندا ساکن شدند این افراد گله دار بودند و بومیان هوتو نیز که خود از مهاجران غرب آفریقا بودند به کار کشاورزی اشتغال داشتند با ورود استعمار به این منطقه تضادهای قومی میان این دو تیره فزونی گرفت و در دو نوبت به قتل‌عام منجر شد که آخرین آن سال ۱۹۹۴ بود که شورشیان طرفدار اوگاندا هواپیمای رئیس‌جمهور هوتو را سرنگون کردند. در مقابل سکوت مجامع بین‌المللی و غرب این جنایت اتفاق افتاد و هزاران نفر کشته شدند.
از سال ۱۸۹۴ کنفرانس برلین این منطقه تحت نام تانگانیکای آلمان در اختیار آلمان قرار گرفت. شکست آلمان در جنگ جهانی اول منجر به تقسیمات مستعمره‌های آفریقایی آلمان شد. روآندا که از سال ۱۸۹۷ تا ۱۹۱۸ بخشی از «آفریقای شرقیِ آلمان» (مستعمرات امپراتوری آلمان در آفریقا) بود، بعد از جنگ جهانی اول با موافقت «جامعهٔ ملل» رواندا به بلژیک واگذار شد. دورهٔ استعماری روآندا که طی آن بلژیکی‌ها بیشتر طرفدار اقلیت توتسی بودند تا هوتو، تمایل افراد اقلیت برای ظلم و ستم بر اکثریت را تشدید کرد و میراثی از تنش بر جای گذاشت که حتی پیش از استقلال روآندا به شکل خشونت فوران کرد. رواندا در ۱۹۶۲ سرانجام از بلژیک مستقل شد.
اوایل دهه ۱۹۹۰ روآندا به عنوان کشوری کوچک با اقتصادی به شدت وابسته به کشاورزی، یکی از بالاترین تراکم‌های جمعیتی را در آفریقا داشت. حدود ۸۵ درصد از جمعیت
این کشور را قوم هوتو تشکیل می‌داد و الباقی قوم توتسی؛ به علاوهٔ عدهٔ کمی از قوم «توا» که ساکنان اصلی روآندا بودند.
در آوریل ۱۹۹۴ آغاز نسل‌کشی در رواندا بود که به‌دنبال سرنگونی هواپیمای رئیس‌جمهور هوتو-تبار صورت گرفت. این حادثه بر تحولات بوروندی و کنگو نیز تأثیر عمیقی گذاشت.

## جغرافیا

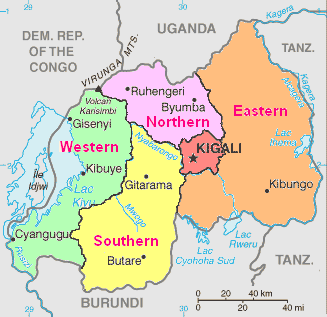

روآندا با مساحت ۲۶٬۳۳۸ کیلومتر مربع (۱۰۱۶۹ مربع مایل) از کشورهای کوچک آفریقای مرکزی است. روآندا از نظر بزرگی ۱۴۸ کشور جهان است. این کشور چند درجه پایین‌تر از خط استوا واقع شده است. سرزمین روآندا تپه‌ماهورهای زیادی دارد که پوشیده از چراگاه و کشتزار است. در شمال غرب کشور منطقه‌ای آتشفشانی قرار دارد که از آن رشته‌کوهی به سمت جنوب شرق ادامه می‌یابد. در منطقه یادشده کوهی به نام کاریسیمبی قرار دارد که با ۴۵۰۷ متر بلندترین نقطه کشور است. خط جدایی دو حوضه آبریز رود نیل با رودخانه کنگو از ناحیه‌ای در غرب کشور و از ارتفاع ۲۷۴۳ متری می‌گذرد.
از سمت دامنه‌های غربی رشته‌کوه یادشده، زمین‌ها به سراشیبی می‌روند و این سراشیبی تا دریاچه کیو و دره رود روزیزی ادامه می‌یابد. این منطقه جزئی از دره بزرگ آفریقا به‌شمار می‌آید. تپه‌های شرق رشته‌کوه، هموارترند و منظره تپه‌ماهورهای این منطقه با شیبی آرام به دشت‌ها و مرداب‌ها و دریاچه‌های مرز شرقی کشور می‌پیوندد. به خاطر این مناظر است که روآندا با نام «کشور هزار تپه» معروف شده است. سرچشمه اصلی رود نیل در جنگل نیونگوه روآندا واقع شده و آب این سرچشمه از طریق رودهای مووگو، نیابارونگو، و کاگرا به دریاچه ویکتوریا در تانزانیا می‌ریزد.

## سیاست

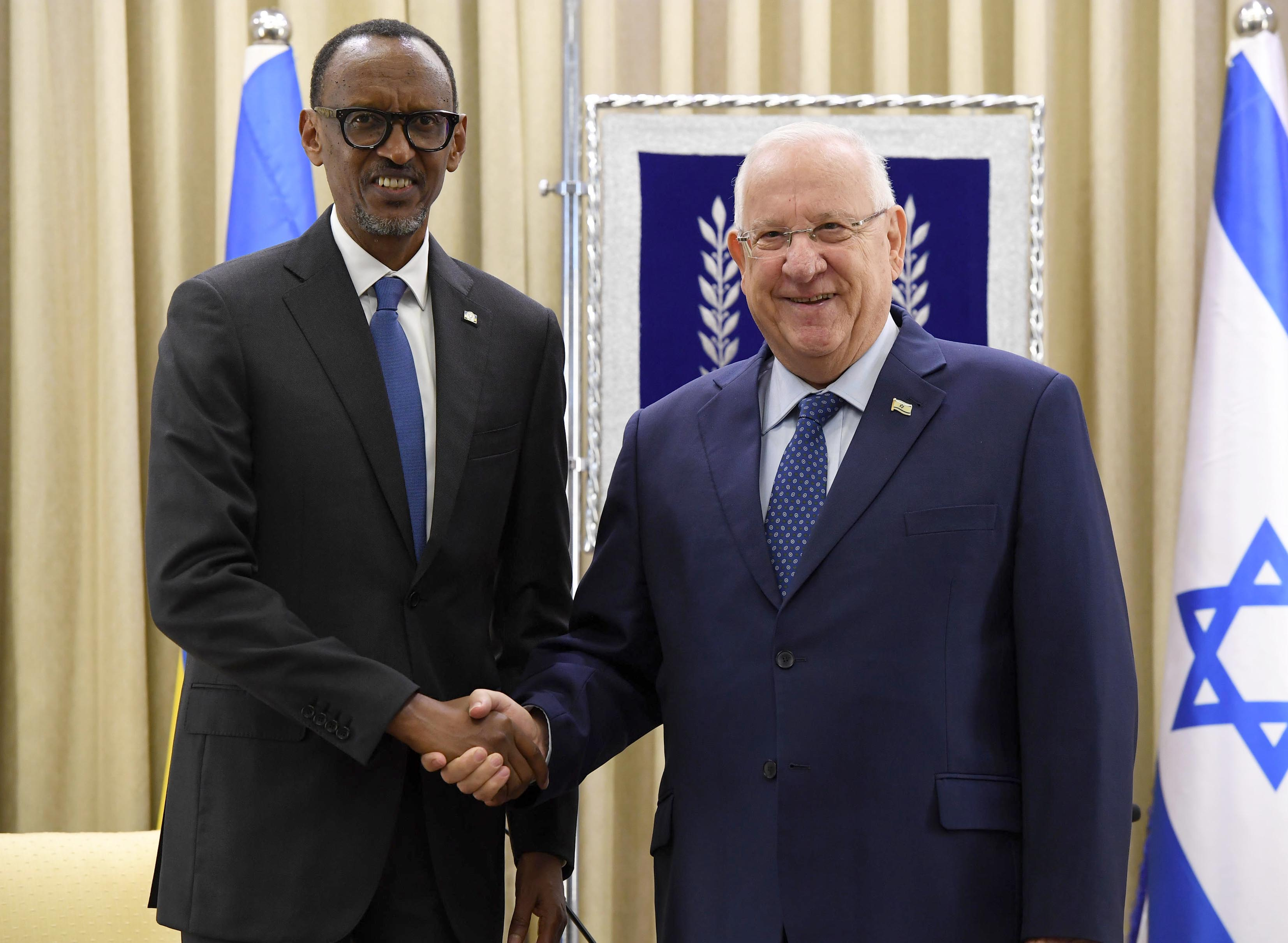
پل کاگامه رئیس‌جمهور روآندا و رووین ریولین دهمین رئیس‌جمهور اسرائیل

رئیس حکومت در رواندا رئیس‌جمهور است و رئیس دولت، نخست‌وزیر. رئیس‌جمهور را مردم با رای خود هر هفت سال یک بار انتخاب می‌کنند. رئیس‌جمهور وزیران را تعیین می‌کند.
قوه قانونگذاری رواندا از دو مجلس تشکیل شده است. یکی مجلس سنا که ۲۶ عضو دارد و دیگری مجلس ملی که ۸۰ عضو دارد. ۵۳ نفر از نمایندگانش با رای مردم تعیین می‌شوند. ۲۴ نماینده زن نیز از سوی جامعه محلی و سه نماینده هم از سازمان‌های معلولان و جوانان معرفی می‌شوند. دوره نمایندگی آنها پنج سال است.
پل کاگامه ۵۸ ساله از سال ۲۰۰۰ رسماً رئیس‌جمهوری بوده است، اما وی عملاً از زمانی که نیروهای شورشی تحت امرش در سال ۱۹۹۴ وارد کیگالی (پایتخت) شده و به نسل‌کشی این کشور خاتمه دادند، قدرت را به دست داشته است.
پل کاگامه، رئیس‌جمهوری رواندا، می‌گوید در نظر دارد برای سومین دوره، همچنان رئیس‌جمهور این کشور باقی بماند. با توجه به تغییراتی که در قانون اساسی این کشور انجام شده، آقای کاگامه می‌تواند تا سال ۲۰۳۴ میلادی همچنان بر مسند قدرت باقی بماند. تغییرات قانون اساسی رواندا پس از برگزاری همه‌پرسی در ماه دسامبر اعمال شد و به گفته دولت، ۹۸ درصد شرکت‌کنندگان در این همه‌پرسی با این تغییرات موافق بودند.
حزب سبز دمکراتیک که حزبی کوچک اما تنها حزب مخالف واقعی این کشور محسوب می‌شود، تلاش کرد تا از طریق قانونی مانع از اجرای همه‌پرسی و تغییر در قانون اساسی شود، اما دادگاه روآندا این اعتراض را رد کرد. این حزب همچنین به نداشتن فرصت برای برگزاری کارزار تبلیغاتی علیه تغییر قانون اساسی اعتراض کرده است.
شورشیان جمهوری دمکراتیک کنگو موسوم به گروه ام۲۳ در مبارزه مسلحانه با حکومت مرکزی این کشور به دفعات از کمک‌های نظامی و تسلیحاتی دو کشور همسایه یعنی اوگاندا و رواندا برخوردار بوده‌اند.

### نسل‌کشی

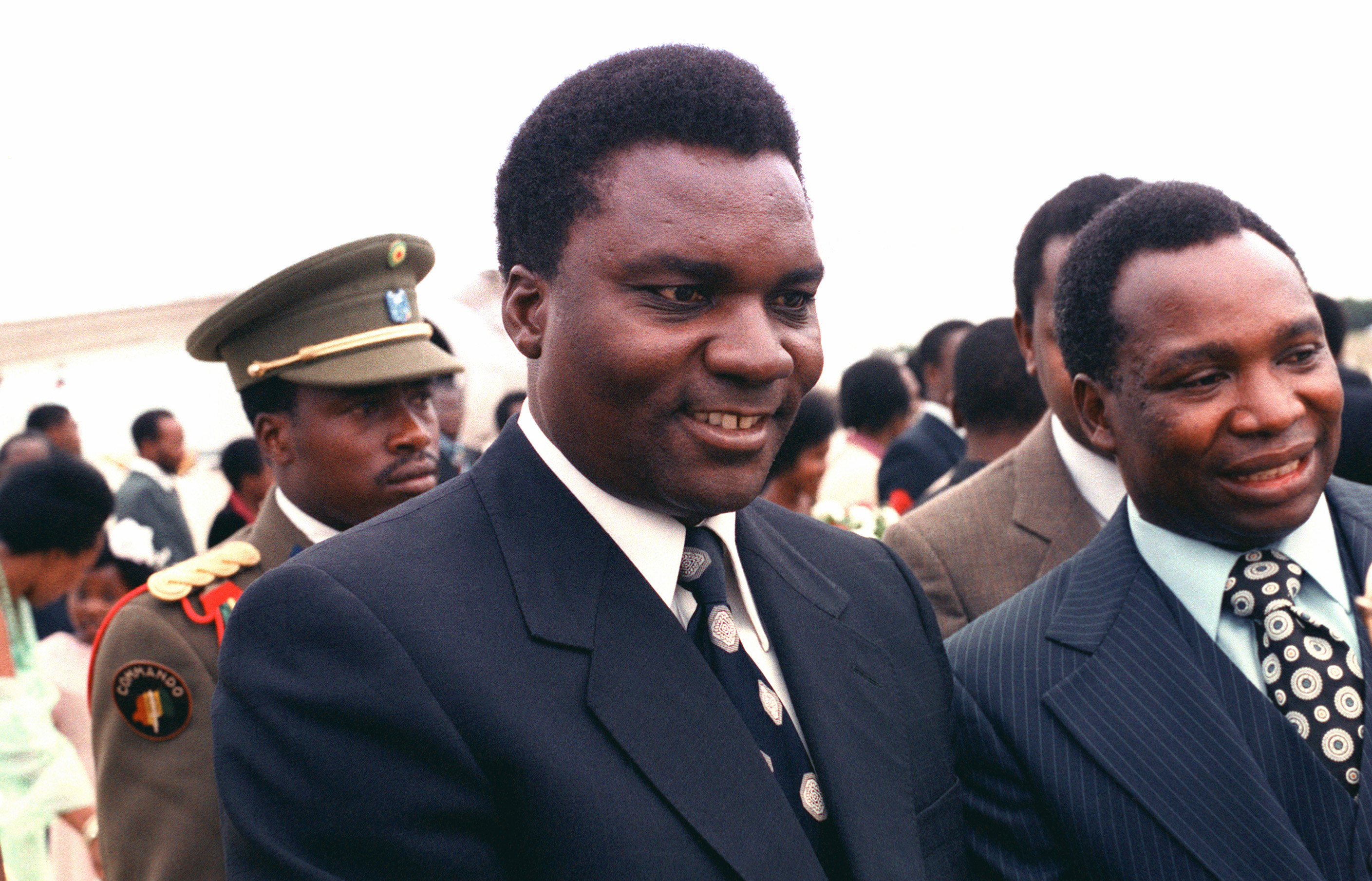
جووینال هابیاریمانا

در ۶ آوریل سال ۱۹۹۴، هواپیمای حامل جووینال هابیاریمانا، رئیس‌جمهوری وقت رواندا که از اعضای قبیله هوتو بود، و سیپرین نتاریامیرا، رئیس‌جمهوری بوروندی، در اثر شلیک موشک زمین به هوا در نزدیکی فرودگاه کیگالی، پایتخت رواندا، سقوط کرد.
در پی کشته شدن رئیس‌جمهوری، هوتوهای تندرو این واقعه را به مخالفان توتسی نسبت دادند و به حملات گسترده علیه اقلیت قومی توتسی و هوتوهای میانه‌رو دست زدند. قتل‌عام رواندا یکصد روز به طول انجامید تا سرانجام نیروهای شورشی، که افراد توتسی در آن اکثریت داشتند، توانستند کنترل اوضاع را در دست بگیرند.
گفته می‌شود که در خلال این یکصد روز، حدود هشتصد هزار تن از افراد قبیله توتسی و هوتوهای میانه‌رو به دست هوتوهای افراطی کشته شدند. تسلط شورشیان بر اوضاع به فرار حدود دو میلیون تن از اعضای قبیله هوتو به کشور زئیر (جمهوری دمکراتیک کنگو) منجر شد.
با میانجی‌گری بین‌المللی، جنگ داخلی پایان یافت و دولت سازش ملی زمام امور را در دست گرفته است. قتل‌عام رواندا پی‌آمدهای سیاسی گسترده‌ای در پی داشته است و جامعه جهانی و سازمان ملل متحد به دلیل خودداری از مداخله به موقع برای خاتمه آن مورد انتقاد بوده‌اند. لوران کابیلا رهبر چپ‌گرای کنگو موفق شد با کمک دولت توتسی رواندا و با کمک اوگاندا در سال ۱۹۹۷ دیکتاتور زئیر بنام موبوتو سسه سوکو را سرنگون نمایند.

### پس از جنگ
رواندا نخستین کشور جهان است که اکثریت نمایندگان مجلس آن از زنان تشکیل شده است (پس از رواندا پارلمان‌های سوئد و کوبا قرار دارند). پس از نسل‌کشی رواندا، مردم این کشور بیش از پیش به انتخاب زنان گرایش پیدا کرده‌اند.

## تقسیمات کشوری

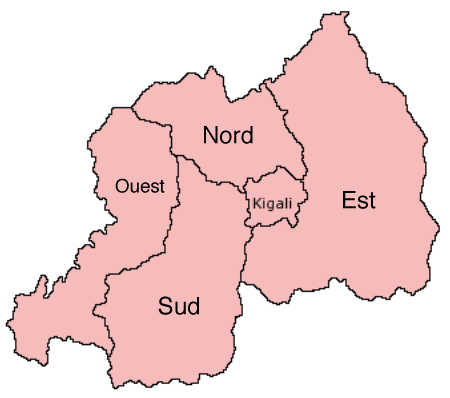
استان‌های کنونی رواندا.

از یکم ژانویه ۲۰۰۶ رواندا پنج استان دارد:
| فارسی  | کینیارواندا             | انگلیسی | فرانسوی | مرکز استان |
| ------ | ----------------------- | ------- | ------- | ---------- |
| کیگالی | Kigali                  | Kigali  | Kigali  | کیگالی     |
| شمالی  | Intara y'Amajyaruguru   | North   | Nord    | بیومبا     |
| شرقی   | Intara y'Iburasirazuba  | East    | Est     | رواماگانا  |
| جنوبی  | Intara y'amajyepfo      | South   | Sud     | نیانزا     |
| غربی   | Intara y'Iburengerazuba | West    | Ouest   | کیبویه     |

وضعیت تولید ناخالص در کشور رواندا میزان ۵۷۶٫۸ میلیون دلار ارزیابی شده است و در این کشور بیش از ۴ میلیون نفر مشغول به کار هستند به طوریکه ۹۰ درصد از این مردم در بخش کشاورزی کار می‌کنند؛ بنابراین کشاورزی اولین و مهم‌ترین بخش اقتصادی برای کشور رواندا محسوب می‌شود. صادرات کشور رواندا شامل قهوه و چای و قلع است و صادرات به کشورهای چین و آلمان و آمریکا صورت می‌گیرد. واردات نیز شامل مواد غذایی و تجهیزات و فولاد و محصولات پتروشیمی و سیمان و مواد ساختمانی است.

## مردم
جمعیت این کشور ۱۱٬۶۸۹٬۶۹۶ نفر با میانگین سنی ۷/۱۸ سال است. امید به زندگی برای زنان ۵۱ سال و برای مردان ۵۶/۴۸ سال است.
۵/۱ درصد از مردم این کشور به بیماری ایدز مبتلا هستند. ۸۴ درصد از مردم هوتو و ۱۵ درصد توتسی هستند.
مذهب ۵۶ درصد از مردم این کشور مسیحی کاتولیک است. نزدیک به پنج درصد از مردم هم مسلمان هستند. زبان‌های رسمی این کشور شامل کینیارواندا، فرانسوی و انگلیسی است.

## فرهنگ

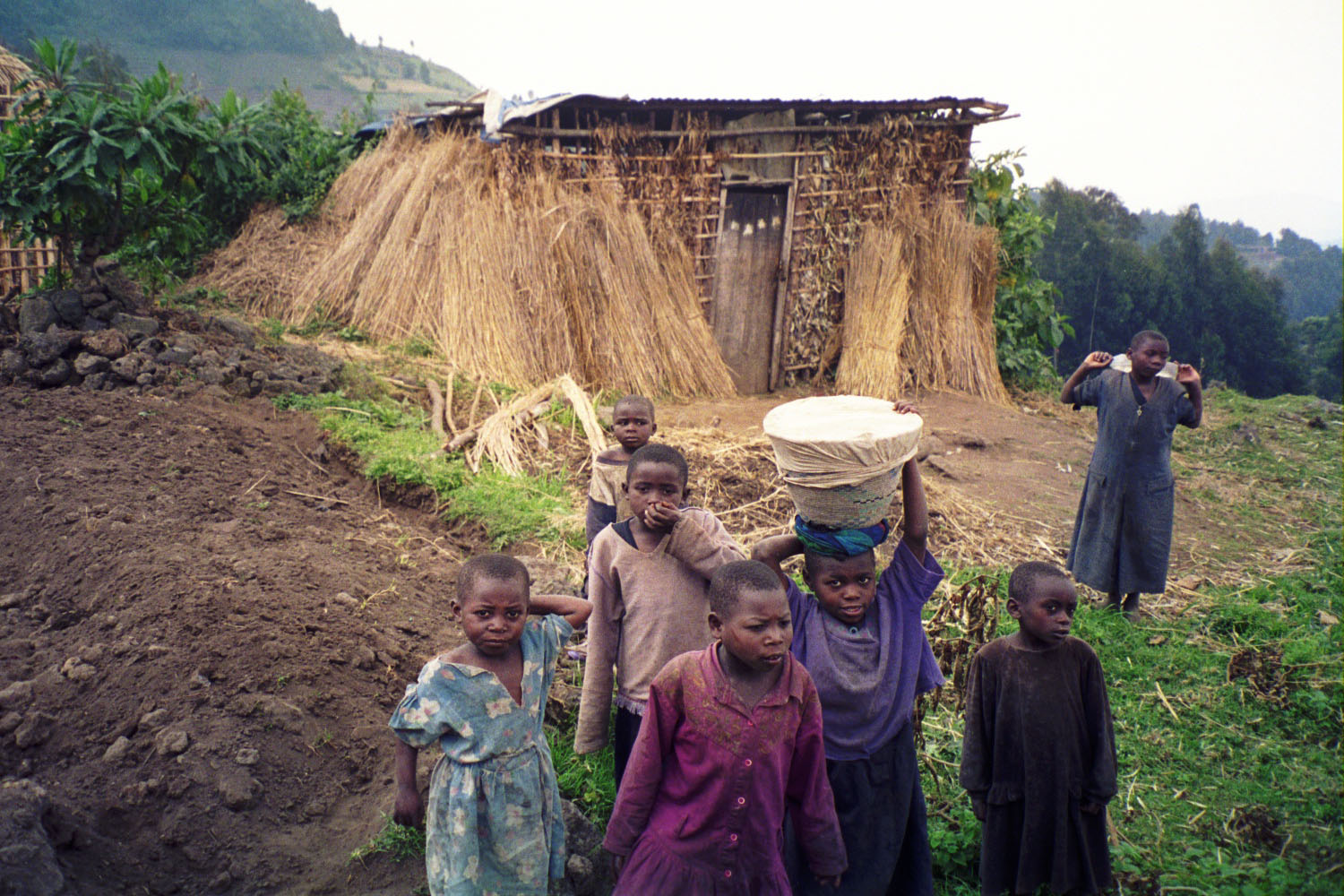

اقوام هوتو و توتسی اقوام اصلی رواندا هستند. تنش‌های قومی در رواندا امری تازه نیست. در رواندا میان اکثریت هوتو و اقلیت توتسی همواره اختلاف نظر وجود داشته است، اما دشمنی میان آنها از زمانی که این کشور به سلطه استعمارگران درآمد به‌طور چشم‌گیری افزایش یافت.
آلمان‌ها در رواندا سیاستی را در پیش گرفتند که اقلیت توتسی که از تبار حامی هستند و نسبت به اکثریت هوتو قدبلندتر ثروتمندترند و پوست روشن‌تری دارند از امکانات بهتر زندگی و قدرت بیشتر برخوردار شدند. این سیاست توسط بلژیکی‌ها که سرپرستی مستعمره رواندا را بعد از جنگ جهانی اول بر عهده داشتند و مبلغان مسیحی کلیسای روم که از سده ۱۹ در اروپا حضور داشتند، ادامه پیدا کرد.
در واقع، شباهت‌های میان دو قوم هوتو و توتسی زیاد است. آنها به یک زبان گفتگو می‌کنند و مکان زندگی و سنن آنها نیز مشترک است. بر اساس یک فرضیه تقسیم‌بندی هوتو و توتسی فاقد ریشه‌های نژادی است و در سالهای میانی دوران استعمار بر اساس توانگری مالی ساکنین منطقه ایجاد شده است.
در این تقسیم‌بندی کسانی که مالک بیش از پنج راس دام یا معادل ان بوده‌اند یا دارای ریشه‌های فئودالی قوی و ارتباط بهتر با استعمارگران بلژیکی بوده‌اند توتسی و سایرین هوتو نام نهاده شده‌اند.
اما زمانی که استعمارگران بلژیکی در سال ۱۹۱۶ وارد این کشور شدند، هوتوها و توتسی‌ها را دو موجودیت مجزا از هم تلقی کردند و حتی شناسنامه‌ها را بر اساس قومیت دسته‌بندی کردند.

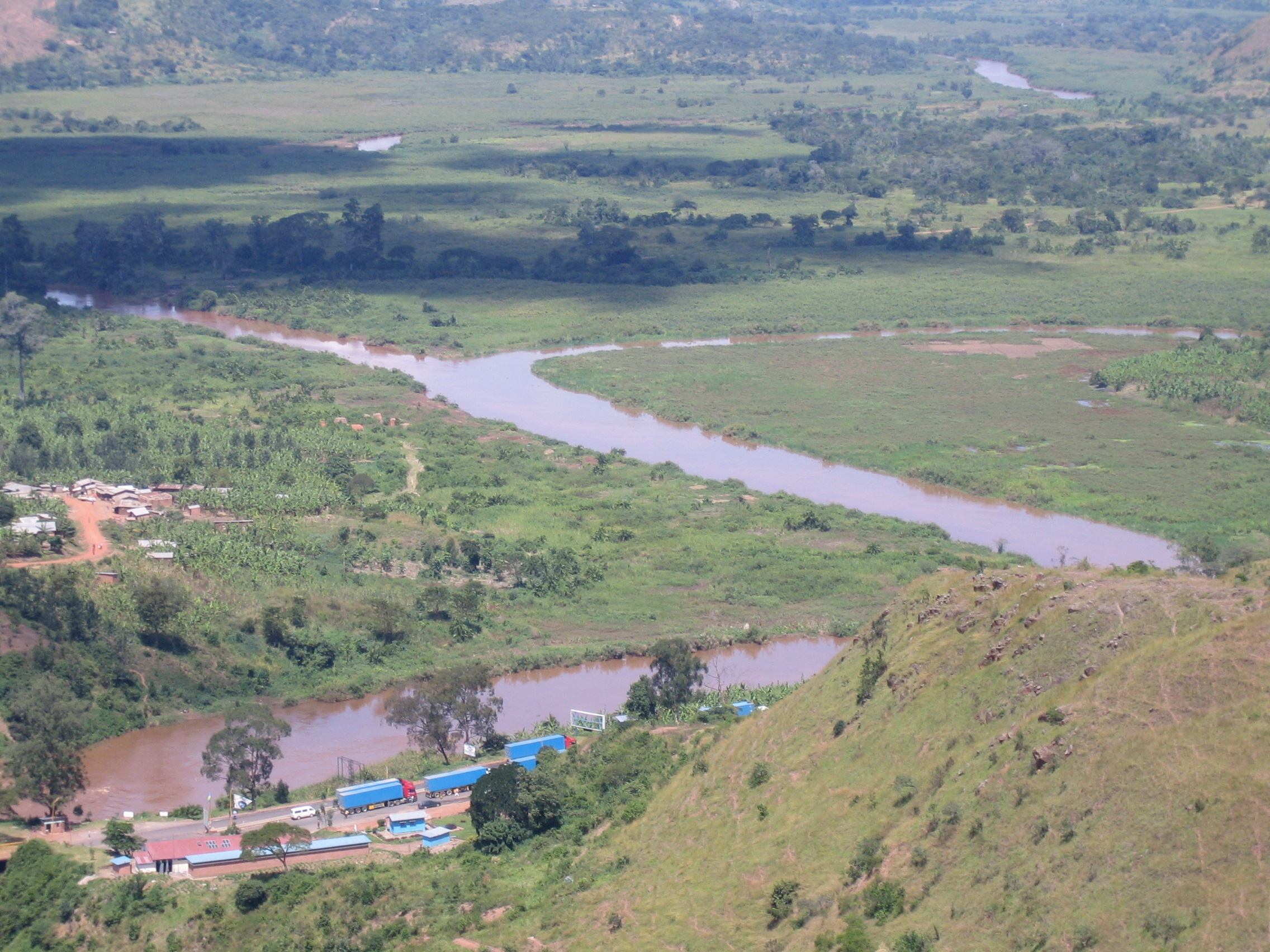

استعمارگران بلژیکی توتسی‌ها را قومی برتر بر هوتوها دانستند و توتسی‌ها خشنود از منزلت برتر خود، به مدت بیست سال پس از آن تاریخ در مقایسه با همسایگان هوتوی خود از سطح بهتر آموزشی و شغلی بهره‌مند شدند.
با افزایش تدریجی حس انزجار در میان هوتوها، رشته‌ای از شورش‌ها در سال ۱۹۵۹ رخ داد. در آن زمان، بیش از ۲۰ هزار توتسی کشته شدند و بسیاری دیگر به کشورهای همسایه بوروندی، تانزانیا و اوگاندا گریختند.
پس از آنکه بلژیک در سال ۱۹۶۲ این مستعمره را ترک کرد و استقلال را به رواندا بازپس داد، هوتوها جایگاه خود را به دست آوردند. تصویری که در سال‌های بعدی از توتسی‌ها ترسیم شده، همواره حاکی از این بوده است که این قوم نقش سپر بلا را در همه بحران‌های رواندا برعهده داشته است.